# سكوت بيري (مدرب كرة سلة)
سكوت بيري (بالإنجليزية: Scott Perry)‏ هو مدرب كرة سلة أمريكي، ولد في 25 نوفمبر 1963 في ديترويت في الولايات المتحدة.